# Mesorhaga xizangensis
Mesorhaga xizangensis är en tvåvingeart som beskrevs av Yang 1995. Mesorhaga xizangensis ingår i släktet Mesorhaga och familjen styltflugor. Inga underarter finns listade i Catalogue of Life.